# NGC 2141
NGC 2141 est un amas ouvert, situé dans la constellation d'Orion. Il a été découvert par l'astronome américain Edward Barnard en 1883.
NGC 2141 est à environ 4 033 pc (∼13 200 al) du système solaire et les dernières estimations donnent un âge de 1,7 milliard d'années. La taille apparente de l'amas est de 10,0 minutes d'arc, ce qui, compte tenu de la distance, donne une taille réelle maximale d'environ 38,3 années-lumière. 
Selon la classification des amas ouverts de Robert Trumpler, cet amas renferme plus de 100 étoiles (lettre r) dont la concentration est moyenne (II) et dont les magnitudes se répartissent sur un grand intervalle (le chiffre 3).